# 1. HMNL 2007./08.
1.HMNL 2007./08. je bila sedamnaesta sezona najvišeg ranga hrvatskog malonogometnog prvenstva. Sudjelovalo je 12 momčadi, a prvak je drugi put zaredom postao Gospić.

## Sustav natjecanja
Prvenstvo je odigrano u dva dijela: ligaškom i doigravanju. 

U ligaškom dijelu je sudjelovalo 12 momčadi koje su odigrale dvokružnim sustavom (22 kola). Po završetku lige osam najbolje plasiranih momčadi se plasiralo u doigravanje za prvaka koje se igralo na ispadanje (četvrtzavršnica, poluzavršnica, završnica). Kriterij za prolazak pojedine faze doigravanja je bilo da pobjednička momčad prva ostvari dvije pobjede. 

## Ljestvica prvenstva i rezultati doigravanja

### Ljestvica
| poz. | klub                         | ut. | poz. | rem. | por. | po.g | pr.g | gr  | bod     |                       |
| ---- | ---------------------------- | --- | ---- | ---- | ---- | ---- | ---- | --- | ------- | --------------------- |
| 1.   | Gospić                       | 22  | 17   | 2    | 3    | 132  | 55   | 77  | 53      | doigravanje za prvaka |
| 2.   | Split Brodosplit Inženjering | 22  | 17   | 2    | 3    | 110  | 47   | 63  | 53      | doigravanje za prvaka |
| 3.   | Inero Split                  | 22  | 13   | 2    | 7    | 98   | 70   | 28  | 41      | doigravanje za prvaka |
| 4.   | Mejaši Innecto Split         | 22  | 11   | 2    | 9    | 83   | 72   | 11  | 35      | doigravanje za prvaka |
| 5.   | Square Dubrovnik             | 22  | 10   | 2    | 10   | 81   | 88   | -7  | 32      | doigravanje za prvaka |
| 6.   | Potpićan 98                  | 22  | 10   | 2    | 10   | 63   | 70   | -7  | 32      | doigravanje za prvaka |
| 7.   | Vrgorac Pivac                | 22  | 9    | 0    | 13   | 67   | 81   | -14 | 27      | doigravanje za prvaka |
| 8.   | Kijevo Knin                  | 22  | 8    | 2    | 12   | 65   | 74   | -9  | 26      | doigravanje za prvaka |
| 9.   | Petrinjčica Petrinja         | 22  | 8    | 1    | 13   | 59   | 106  | -47 | 24 (-1) |                       |
| 10.  | Torcida Hansa Flex Split     | 22  | 7    | 2    | 13   | 62   | 82   | -20 | 23      |                       |
| 11.  | Uspinjača Zagreb             | 22  | 7    | 2    | 13   | 73   | 96   | -23 | 23      | dodatne kvalifikacije |
| 12.  | Orkan Profectus Zagreb       | 22  | 5    | 1    | 16   | 57   | 109  | -52 | 16      | ispao iz lige         |

### Doigravanje za prvaka
| faza doigravanja                                                                                    | 1.klub                       | 2. klub                      | rezultati                     |
| --------------------------------------------------------------------------------------------------- | ---------------------------- | ---------------------------- | ----------------------------- |
| četvrtzavršnica                                                                                     | Gospić                       | Kijevo Jako Sport Knin       | 4:1*, 6:2                     |
| četvrtzavršnica                                                                                     | Brodosplit Inženjering Split | Vrgorac Pivac                | 8:2*, 4:2                     |
| četvrtzavršnica                                                                                     | Inero Split                  | Square Dubrovnik             | 5:2*, 11:7                    |
| četvrtzavršnica                                                                                     | Mejaši Split                 | Potpićan 98                  | 7:3, 3:0                      |
| poluzavršnica                                                                                       | Brodosplit Inženjering Split | Inero Split                  | 4:3p*, 3:2                    |
| poluzavršnica                                                                                       | Gospić                       | Mejaši Split                 | 7:2*, 5:8, 8:4p               |
| završnica                                                                                           | Gospić                       | Brodosplit Inženjering Split | 4:4 (5:3 pen)*, 2:2 (8:7 pen) |
| |                              |                              |                               |
| * domaća utakmica za 1.klub p rezultat nakon produžetaka pen rezultat raspucavanja kaznenih udaraca |                              |                              |                               |

### Kvalifikacije za ostanak u ligi
| Patika Osijek | - | Uspinjača Zagreb |  | 8:1*, 4:6 |

## Poveznice
- Druga hrvatska malonogometna liga 2007./08.
- Hrvatski malonogometni kup 2007./08.